# Campbell County (Virginia)
Campbell County ist ein County im Bundesstaat Virginia der Vereinigten Staaten. Bei der Volkszählung im Jahr 2020 hatte das County 55.696 Einwohner und eine Bevölkerungsdichte von 42,6 Einwohnern pro Quadratkilometer. Der Verwaltungssitz (County Seat) ist Rustburg. Das County gehört zu den Dry Countys, was bedeutet, dass der Verkauf von Alkohol eingeschränkt oder verboten ist.

## Geographie
Campbell County liegt etwas südwestlich des geographischen Zentrums von Virginia, ist im Süden etwa 50 km vom North Carolina entfernt und hat eine Fläche von 1314 Quadratkilometern, wovon sieben Quadratkilometer Wasserfläche sind. Es grenzt im Uhrzeigersinn an folgende Countys: Appomattox County, Charlotte County, Halifax County, Pittsylvania County, Bedford County und Amherst County.

## Geschichte
Gebildet wurde es 1782 aus Teilen des Bedford County und benannt nach General William Campbell, einem Helden des Revolutionskrieges und bekannt für die Schlacht am Kings Mountain.

## Demografische Daten

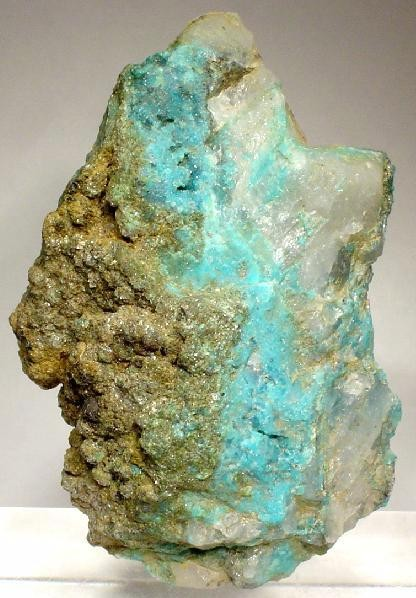
In der Gegend geförderte Minerale, hier Türkis

Alterspyramide des Campbell County

Nach den Angaben des United States Census 2000 lebten im Campbell County 51.078 Menschen in 20.639 Haushalten und 14.694 Familien. Die Bevölkerungsdichte betrug 39 Einwohner pro Quadratkilometer. Ethnisch betrachtet setzte sich die Bevölkerung zusammen aus 83,24 Prozent Weißen, 14,71 Prozent Afroamerikanern, 0,19 Prozent amerikanischen Ureinwohnern, 0,62 Prozent Asiaten, 0,01 Prozent Bewohnern aus dem pazifischen Inselraum und 0,33 Prozent aus anderen ethnischen Gruppen; 0,90 Prozent stammten von zwei oder mehr Ethnien ab. 0,83 Prozent der Bevölkerung waren spanischer oder lateinamerikanischer Abstammung.
Von den 20.639 Haushalten hatten 30,8 Prozent Kinder und Jugendliche unter 18 Jahre, die bei ihnen lebten. 56,0 Prozent waren verheiratete, zusammenlebende Paare, 11,4 Prozent waren allein erziehende Mütter, 28,8 Prozent waren keine Familien, 24,6 Prozent waren Singlehaushalte und in 8,8 Prozent lebten Menschen im Alter von 65 Jahren oder darüber. Die Durchschnittshaushaltsgröße betrug 2,45 und die durchschnittliche Familiengröße lag bei 2,91 Personen.
Auf das gesamte County bezogen setzte sich die Bevölkerung zusammen aus 24,0 Prozent Einwohnern unter 18 Jahren, 7,7 Prozent zwischen 18 und 24 Jahren, 29,3 Prozent zwischen 25 und 44 Jahren, 25,6 Prozent zwischen 45 und 64 Jahren und 13,5 Prozent waren 65 Jahre alt oder darüber. Das Durchschnittsalter betrug 38 Jahre. Auf 100 weibliche Personen kamen 95,3 männliche Personen. Auf 100 Frauen im Alter von 18 Jahren oder darüber kamen statistisch 92,3 Männer.

Das jährliche Durchschnittseinkommen eines Haushalts betrug 37.280 USD, das Durchschnittseinkommen der Familien betrug 42.901 USD. Männer hatten ein Durchschnittseinkommen von 32.108 USD, Frauen 22.286 USD. Das Prokopfeinkommen betrug 18.134 USD. 7,9 Prozent der Familien und 10,6 Prozent der Bevölkerung lebten unterhalb der Armutsgrenze. Davon waren 14,1 Prozent Kinder oder Jugendliche unter 18 Jahre und 10,9 Prozent waren Menschen über 65 Jahre.